# Thapsia minor
Thapsia minor é uma espécie de planta com flor pertencente à família Apiaceae.
A autoridade científica da espécie é Hoffmanns. & Link, tendo sido publicada em Fl. Portug. [Hoffmannsegg] 2: 431 (-432). 1834.

## Portugal
Trata-se de uma espécie presente no território português, nomeadamente em Portugal Continental.
Em termos de naturalidade é endémica da Península Ibérica.

## Protecção
Não se encontra protegida por legislação portuguesa ou da Comunidade Europeia.